# Akraba (Dara)
Akraba (arab. عقربا) – miejscowość w Syrii, w muhafazie Dara. W 2004 roku liczyła 4413 mieszkańców. W czasie wojny domowej w Syrii Akraba znalazła się pod kontrolą fundamentalistów islamskich z ugrupowania Hajat Tahrir asz-Szam. 17 lipca 2018 Syryjska Armia Arabska zdobyła miejscowwość po krótkiej bitwie z dżihadystami.